# El Jinete Fantasma
El Jinete Fantasma (originalmente, Las Hazañas del Caballero Fantasma) es un cuaderno de aventuras creado por el guionista Federico Amorós y el dibujante Ambrós para la editorial Grafidea en 1947, con 164 números publicados. Fue uno de los grandes éxitos de su época, con tiradas superiores a cincuenta mil ejemplares, y el primer trabajo importante de su dibujante.

## Trayectoria editorial
Recién comenzada la serie, la editorial Saturno, que publicaba las aventuras de un personaje de nombre idéntico, interpuso una demanda, lo que obligó a Federico Amorós a "matar" al protagonista, que fue sustituido por su pupilo, El Jinete Fantasma. Lejos de perjudicar a la serie, el cambio incrementó inesperadamente las ventas, pasando de periodicidad quincenal a semanal.<ref. neme="porcel2"/> 
En 1951 se dejó de editar la serie, de la que llegaron a publicarse 146 números, pero Ambos continuó dibujando una nueva serie de aventuras, Chispita, cuyo protagonista era el hijo del Jinete Fantasma. El jinete fantasma sale por las noches en busca de personas para llevarlos a un lugar paranormal, les pega con un arma o con un látigo cuando les pega sale un humo verde y las personas que ven a los jinetes fantasmas son los próximos en morir o en llevárselos y las personas después que se lo llevan no lo recuerda nadie.

## Argumento y personajes
El personaje estaba inspirado en El Zorro.

## Homenajes y parodias
El propio Amorós escribió una parodia de la serie titulada El Jinete Fantasma Cómico, que dibujó Alfonso Alamar y alcanzó los 12 números, también editados por Grafidea.